# أحمد حجي
سيدي أحمد حجي (توفي سنة 1691) هو آخر صلحاء مدينة سلا، اشتهر كزاهد ثم كمشارك في تحرير قصبة المهدية من الإسبان سنة 1681 ، وهو من أتباع الطريقة الجازولية. أمر السلطان مولاي إسماعيل بن علي الشريف ببناء ضريحه والمسجد الذي يحمل اسمه بمنطقة السوق الكبير بالمدينة العتيقة بسلا.

## حياته

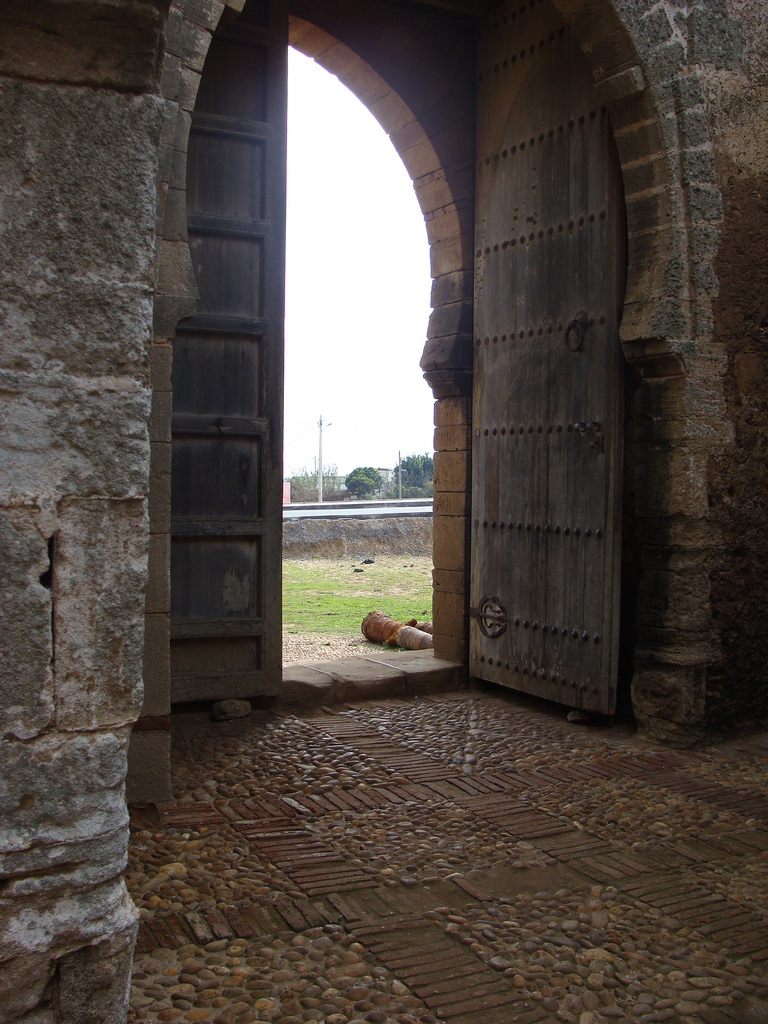
قصبة المهدية

سيدي أحمد حجي هو من بين الأولياء الأكثر شهرة في سلا. في القرن السابع عشر، أطلقت الدول الأوروبية سباق ضد البربرية. سلا القديمة آنذاك كانت المكونة لجمهورية سلا، في هذه الفترة بدأت مسيرة أحمد حجي.
وفقا لبحث أجراه كينيث براون ، على رسالة مؤرخة لدول هولندا في 1640 تضمنت اسم أحمد حجي الذي كان بضاعته على واحدة من السفن المحتجزة.
في 1681، أحمد حجي مع ثلاثمائة رجل من سلا أطلق هجوم ضد الأسبان وأجبرهم على إخلاء المهدية. هذا العمل الشجاع أعطاه لقب ولي صالح بعد وفاته ( سيدي).
من أحفاده العائلة السلاوية آل حـجي .
وفقا لمؤرخ السلاوي محمد بن علي الدكالي ، واصل الضريح علاقاته مع إسبانيا وأخذ اعتناء خاص من قبل السلطان مولاي إسماعيل بن علي الشريف الذي قدم له علامات الشرف والاحترام في حين الإسبان عرضوا عليه سيف مع احتفالية .
درس سيدي أحمد حجي التصوف على يد كبار العلماء مثل اليابوري. أساطير تروي انه كان رجل متزن, إضافة إلى أن ابنه عبد الله الجزار (توفي في 1710) ورث بركته.

## تكريمه
.يحتفل بضريحه في اليوم السابع من ذكرى المولد النبوي وذلك بإهداء شمعة القطب عبد الله بن حسون.